# Похититель преступлений
Похититель преступлений (фр. Le Voleur de crimes) — психологическая драма режиссёра Надин Трентиньян, вышедшая в прокат 23 мая 1969.

## Сюжет
Второй фильм Надин Трентиньян и первая заметная роль в кино Флоринды Болкан.
Жан Жиро, мелкий служащий и отец семейства, неуравновешенный и страдающий от чувства неполноценности человек, случайно становится свидетелем самоубийства молодой женщины, направившей свой автомобиль вниз с крутого обрыва. Успев подглядеть некоторые подробности приготовлений к суициду, мужчина посылает в газеты анонимное письмо, где заявляет, что именно он столкнул машину девушки в пропасть, что он презирает людей, ему нравится убивать и он продолжит это делать.
После этого Жиро забрасывает работу и целыми днями ходит по городу, наслаждаясь пересудами обывателей о таинственном «убийце с обрыва». Уйдя из дома, он временно поселяется у своего приятеля, художника-абстракциониста Кристиана, и знакомится с его подругой Флориндой, на которую производят впечатление его показная самоуверенность и демонстративное презрение к окружающим.
Внезапно газетные публикации прекращаются, и Жиро, вкусивший анонимной славы и уже неспособный выносить безвестность, оказывается вынужден на самом деле совершить преступление, имитирующее то самоубийство, что он видел. Без колебаний сбросив свою жертву в пропасть, он является в участок, изображая из себя свидетеля, и попадает в психологическую ловушку, устроенную полицейским инспектором специально для «убийцы с обрыва».

## В ролях
- Жан-Луи Трентиньян — Жан Жиро
- Робер Оссейн — Кристиан («Тьян»)
- Флоринда Болкан — Флоринда
- Джорджия Молл — Ольга Жиро, жена Жана
- Бернадетт Лафон — квартирная хозяйка
- Таня Лоперт — посетительница бара
- Карен Блангернон — девушка-самоубийца
- Серж Маркан — Гиефф, друг Кристиана
- Люсьенн Амон — преследуемая женщина
- Антуан Уврие — Антуан
- Франсис Жиро — бармен

## Комментарии
1. ↑  В титрах указана, как «впервые на экране», что не соответствует действительности, поскольку Болкан в 1968 году уже снималась во Франции в фильме мужа Надин Трентиьян Кристиана Маркана «Сладкоежка»